# Wielisława
Wielisława – staropolskie imię żeńskie. Składa się z członów: Wiele- („chcieć, kazać, radzić”) i -sława („sława”). Mogło oznaczać „tę, która pragnie sławy”. Skróconą formą tego imienia jest Wiesława. W źródłach poświadczone od 1405 roku.
Wielisława imieniny obchodzi 29 stycznia i 9 grudnia.
Męski odpowiednik to Wielisław.